# Николаевка (Мелеузовский район)
Николаевка  — упразднённая в 1979 году деревня Партизанского сельсовета Мелеузовского района.

## География
Расположено на берегу рек Тереклашка и Мекатевли. Тереклашка разделяет Николаевку от села Троицкое. Мекатевли отделяла от центра сельсовета деревни Дарьино.  Фактически Николаевка влилась в Троицкое, став улицей Николаевская.
По данным на 1969 год расстояние до:
- районного центра (Мелеуз): 10 км,
- центра сельсовета (Дарьино): 2 км,
- ближайшей ж/д станции (Мелеуз): 10 км.

## История
На 1969 год входил в Партизанский сельсовет.
Официально закрыта в 1979 году. Указ Президиума ВС Башкирской АССР от 29.09.1979 № 6-2/312 «Об исключении некоторых населённых пунктов из учётных данных по административно-территориальному делению Башкирской АССР» гласил:

Президиум Верховного Совета Башкирской АССР постановляет: 

В связи с перечислением жителей и фактическим прекращением существования исключить из учётных данных по административно-территориальному делению Башкирской АССР следующие населённые пункты

по Мелеузовскому району:

деревни Александровка, Грачи, Николаевка Партизанского сельсовета
— Указ Президиума ВС Башкирской АССР от 29.09.1979 № 6-2/312 «Об исключении некоторых населённых пунктов из учётных данных по административно-территориальному делению Башкирской АССР»

## Население
По данным на 1 января 1969 года проживало 319 человек, преимущественно русские.

## Инфраструктура
Личное подсобное хозяйство.

## Транспорт
Просёлочные дороги.